# Gare de Nogent-sur-Seine
Pour les articles homonymes, voir Gare de Nogent.
La gare de Nogent-sur-Seine est une gare ferroviaire française de la ligne de Paris-Est à Mulhouse-Ville, située sur le territoire de la commune de Nogent-sur-Seine, dans le département de l'Aube, en région Grand Est.
Elle est mise en service en 1848, par la Compagnie du chemin de fer de Montereau à Troyes. C'est une gare de la Société nationale des chemins de fer français (SNCF), desservie par des trains régionaux du réseau TER Grand Est.

## Situation ferroviaire
Établie à 64 m d'altitude, la gare de Nogent-sur-Seine est située au point kilométrique (PK) 110,349 de la ligne de Paris-Est à Mulhouse-Ville, entre les gares ouvertes au service voyageurs de Longueville et de Romilly-sur-Seine.

## Histoire
Le passage par ou près Nogent est intégré dans la concession du chemin de fer de Montereau à Troyes. La Compagnie du chemin de fer de Montereau à Troyes inaugure la ligne le 6 avril 1848, et la met en service ainsi que la gare de Nogent le 10 avril 1848.

### Fréquentation
Selon les estimations de la SNCF, la fréquentation annuelle de la gare figure dans le tableau ci-dessous.
| Année                      | 2015    | 2016    | 2017    | 2018    | 2019    | 2020    | 2021    | 2022    | 2023    | 2024    |
| -------------------------- | ------- | ------- | ------- | ------- | ------- | ------- | ------- | ------- | ------- | ------- |
| Voyageurs                  | 193 690 | 184 383 | 185 590 | 170 247 | 189 318 | 123 943 | 152 315 | 200 463 | 253 163 | 277 171 |
| Voyageurs et non voyageurs | 242 112 | 230 479 | 231 987 | 212 809 | 236 647 | 154 928 | 190 394 | 250 579 | 316 454 | 346 463 |

## Service des voyageurs

### Accueil
Gare SNCF, elle dispose d'un bâtiment voyageurs, avec guichet, ouvert tous les jours. Elle est équipée d'une salle d'attente et d'un quai couvert. Elle est aménagée pour les personnes à mobilité réduite.
Une passerelle permet le passage d'un quai à l'autre.

### Desserte
Nogent-sur-Seine est desservie par des trains TER Grand Est, qui effectuent des missions entre les gares de Paris-Est et Troyes, ou Culmont - Chalindrey, ou Vittel, ou Dijon-Ville, ou Belfort ou Mulhouse-Ville.

### Intermodalité
Un parc pour les vélos et un parking sont aménagés à ses abords. Un arrêt permet des correspondances avec des cars TER Grand Est.

## Service des marchandises
Cette gare est ouverte au service du fret y compris pour les wagons isolés.